# Фернандо Белаунде Тери
Фернандо Белаунде Тери (на испански: Fernando Belaunde Terry) е перуански политик и архитект.
На 2 пъти е президент на Перу (1963-1968 и 1980-1985). Става известен с опитите си за демократизация на страната.